# TWF2
TWF2 (англ. Twinfilin actin binding protein 2) – білок, який кодується однойменним геном, розташованим у людей на короткому плечі 3-ї хромосоми.  Довжина поліпептидного ланцюга білка становить 349 амінокислот, а молекулярна маса — 39 548.
| 10         |  | 20         |  | 30         |  | 40         |  | 50         |
| ---------- |  | ---------- |  | ---------- |  | ---------- |  | ---------- |
| MAHQTGIHAT |  | EELKEFFAKA |  | RAGSVRLIKV |  | VIEDEQLVLG |  | ASQEPVGRWD |
| QDYDRAVLPL |  | LDAQQPCYLL |  | YRLDSQNAQG |  | FEWLFLAWSP |  | DNSPVRLKML |
| YAATRATVKK |  | EFGGGHIKDE |  | LFGTVKDDLS |  | FAGYQKHLSS |  | CAAPAPLTSA |
| ERELQQIRIN |  | EVKTEISVES |  | KHQTLQGLAF |  | PLQPEAQRAL |  | QQLKQKMVNY |
| IQMKLDLERE |  | TIELVHTEPT |  | DVAQLPSRVP |  | RDAARYHFFL |  | YKHTHEGDPL |
| ESVVFIYSMP |  | GYKCSIKERM |  | LYSSCKSRLL |  | DSVEQDFHLE |  | IAKKIEIGDG |
| AELTAEFLYD |  | EVHPKQHAFK |  | QAFAKPKGPG |  | GKRGHKRLIR |  | GPGENGDDS  |

A: Аланін

C: Цистеїн

D: Аспарагінова кислота

E: Глутамінова кислота

F: Фенілаланін

G: Гліцин

H: Гістидин

I: Ізолейцин

K: Лізин

L: Лейцин

M: Метіонін

N: Аспарагін

P: Пролін

Q: Глутамін

R: Аргінін

S: Серин

T: Треонін

V: Валін

W: Триптофан

Кодований геном білок за функцією належить до фосфопротеїнів. 
Задіяний у таких біологічних процесах як біогенез та деградація війок, поліморфізм, ацетиляція. 
Білок має сайт для зв'язування з молекулою актину. 
Локалізований у цитоплазмі, цитоскелеті, клітинних відростках.